# Stokesay Court

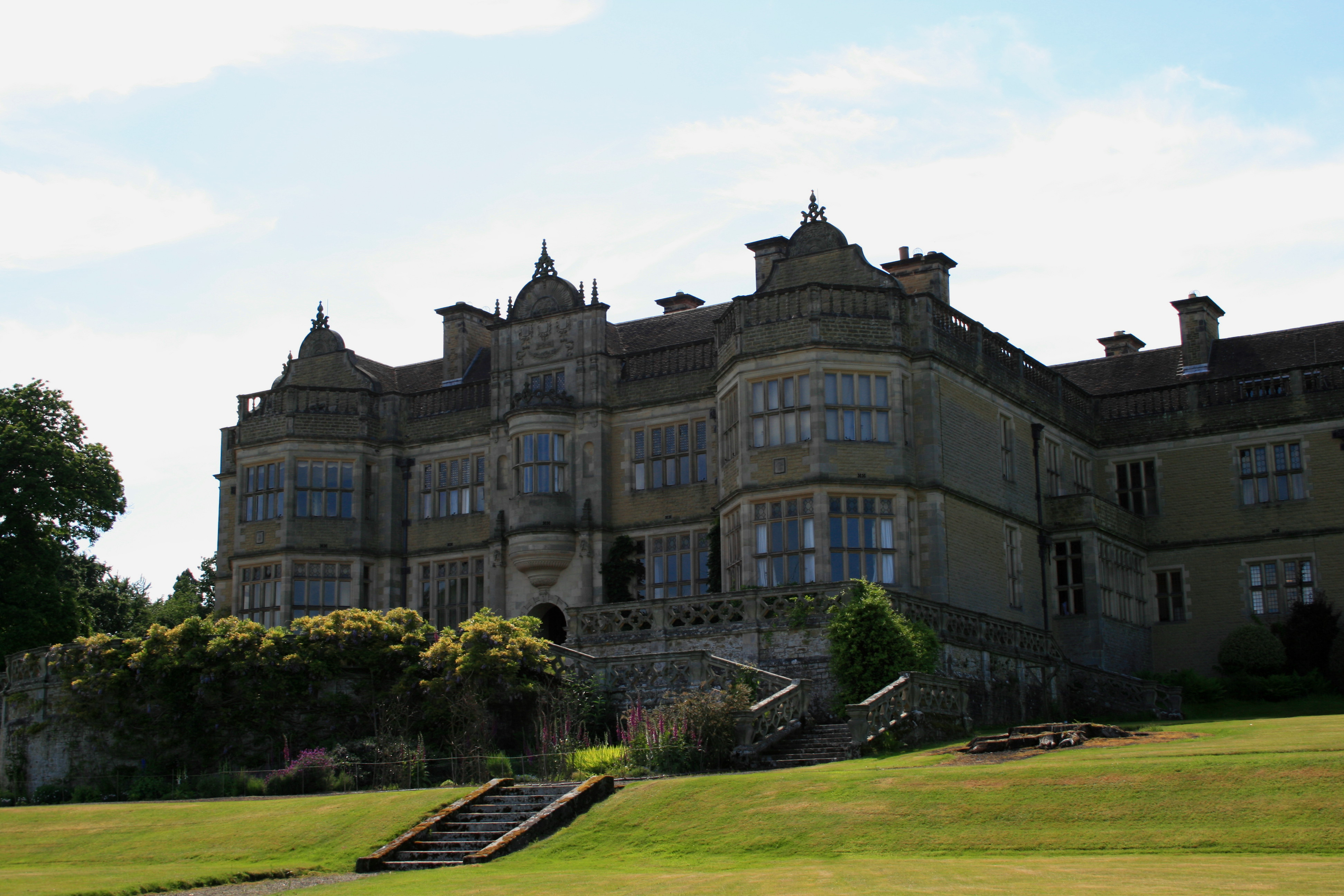
Stokesay Court

Stokesay Court ist ein Landhaus mit Grundbesitz bei dem Dorf Onibury (aber benannt nach dem Ort Stokesay, bekannt für Stokesay Castle) in der Grafschaft Shropshire, nahe der walisischen Grenze.

## Geschichte
Erbaut wurde es in der Viktorianischen Epoche durch den wohlhabenden Kaufmann, Philanthropen, Protestanten und Kirchenerbauer John Derby-Allcroft (er errichtete mehrere Kirchen in London). Er erwarb 1868 den Grundbesitz (einschließlich Stokesay Castle, das er aber als Wohnsitz für unpassend fand) und ein Häuschen, das für seine große Familie allerdings zu klein war. Einen weiteren, kleineren Grundbesitz erwarb er 1874. 1888 fand er endlich den Bauplatz für sein Haus – er befand sich allerdings außerhalb der beiden Grundstücke.
Von dem Bauplatz hat man einem schönen Ausblick über Ludlow und die Clee Hills. Erbaut wurde es zwischen 1889 und 1892 nach dem Entwurf des Architekten Thomas Harris. Beendet wurde der Bau nur sechs Monate vor dem Tod des Bauherren Derby-Allcroft. Dieses Haus war eines der ersten in England, das über vollständige elektrische Beleuchtung verfügte, installiert durch Edmundsons Ltd im Jahr 1891. Stokesay Court ging in den Besitz von John Derby-Allcrofts Sohn Herbert über, und später in den seiner Enkel Russell und dann Jewell. Während des Ersten Weltkriegs diente es behelfsweise als Militärhospital für Soldaten auf dem Weg der Genesung. Während des Zweiten Weltkriegs wurden vorübergehend evakuierte Studenten vom Lansing College einquartiert und eine Militärschule für angehende Führungskräfte des Westlichen Kommandos eingerichtet. In der Zeit zwischen den Weltkriegen und in der Nachkriegszeit bewohnten die Eigentümer einen Gebäudeflügel. Am Ende veräußerten die Eigentümer das gesamte Gebäude im Jahr 1992 an einen Gebäudeerhaltungsfond.

## Filmkulisse
Internationale Bekanntheit erlangte Stokesay Court 2007 als Drehort für das Oscarprämierte Drama Abbitte (Originaltitel Atonement) mit Keira Knightley und James McAvoy in den Hauptrollen.